# Solaster notophrynus
Solaster notophrynus is een zeester uit de familie Solasteridae.
De wetenschappelijke naam van de soort werd in 1971 gepubliceerd door Maureen Downey.